# Hans Holmér
Hans Holmér, né le 28 décembre 1930 à Stockholm, mort le 4 octobre 2002 à Alstad, est un haut fonctionnaire de police suédois, également auteur de plusieurs romans policiers mettant en scène le personnage de Loppan. Il est particulièrement connu pour avoir été préfet de police de Stockholm au moment de l'assassinat d'Olof Palme, et pour avoir alors pris la direction de l'enquête.

## Biographie
Hans Holmér est le fils de l'athlète et entraineur national Gösta Holmér. Il entre dans la police en 1952, suit une formation pour devenir commissaire en 1955-1956, et occupe divers postes à responsabilité au comté de Stockholm entre 1956 et 1962. En 1962, il passe son examen de juriste, et pratique alors le droit pendant deux années, de façon à valider son diplôme. L'année suivante, il est embauché comme procureur de district à Stockholm. En 1966, il devient sous-directeur de la police nationale, avant de prendre la tête entre 1970 et 1976 du service de sûreté de l'État, la Säpo. Son prédécesseur Per-Gunnar Vinge, qui est en conflit avec le gouvernement de l'époque, critique cette nomination dans ses mémoires, affirmant que Holmér obtient le poste afin de « faire de la Säpo un instrument du pouvoir social-démocrate ».
En 1976, Hans Holmér devient directeur de la police de Stockholm. À ce poste, il est à l'origine de la création de quatre groupes de lutte contre la violence de rue, dont l'un se fait remarquer pour ses méthodes violentes et controversées – c'est l'affaire de la baseballigan (la ligue de baseball). En 1983, Holmér préside une commission gouvernementale sur la lutte contre la drogue. L'année suivante, il est nommé préfet de police de Stockholm. Après l'assassinat, le 28 février 1986, du Premier ministre Olof Palme, il prend la direction de l'enquête, mais ses méthodes soulèvent de nombreuses critiques, et il est contraint de céder sa place en février 1987. Il démissionne de son poste de préfet de police peu après. En 1992, la cour d'appel de Svea le condamne à 150 jours d'amende pour avoir procédé à des écoutes illégales dans le cadre de l'affaire Ebbe Carlsson.
En 1988-1989, Hans Holmér est expert auprès des Nations unies pour les questions liées au trafic de drogue. Il est aussi président de la fédération suédoise d'athlétisme entre 1981 et 1985, et président de la fédération suédoise de bobsleigh et de luge après 1993.

## Œuvres de Hans Holmér
- (sv) Olof Palme är skjuten! (1988)
- (sv) Loppan (1990)
- (sv) Monika (1991)
- (sv) Igloo (1992)
- (sv) Masken (1993)
- (sv) Tie-break (1994)
- (sv) Blindträff (1995)
- (sv) Cykeln (1996)
- (sv) Stockholm 2004 (1997)
- (sv) Krysset (1998)
- (sv) Birka (1999)
- (sv) Åttan (2000)
- (sv) Blodshämnd (2001)
- (sv) Mardröm i midsommartid (2002)